# Cosmópolis
Cosmópolis is een gemeente in Brazilië in de staat São Paulo. De gemeente ligt op 652 meter boven zeeniveau, is 154,70 km² groot en heeft naar schatting 48.638 inwoners (2004). Er stromen drie rivieren door de gemeente: Ribeirão Três Barras, Rio Jaguari en Rio Pirapitingui.

## Naam
De naam Cosmópolis is ontstaan uit de Griekse woorden cosmos (universeel) en polis (naar de Griekse term polis), wat samengevoegd "universele stad" betekent. Een inwoner van Cosmópolis wordt een cosmopolense genoemd, en niet zoals velen denken een cosmopolitano.

## Demografie
- Totale bevolking: 44 355
  - Mannen: 22 215
  - Vrouwen: 22 140
- Bevolkingsdichtheid: 286,72 inw/km²
- Woonachtig in stedelijk gebied: 42 546
- Woonachtig in landelijk gebied: 1809

- Overlijden voor het eerste levensjaar: 14,08 baby's per 1000
- Levensverwachting: 72,2 jaar
- Aantal kinderen per vrouw: 2,26

- Alfabeten: 92,95%
- Analfabeten: 7,05%

Cijfers zijn van 2000
(Bron: IPEADATA)

## Religie
Het Christendom is als volgt in de stad aanwezig:

### Katholieke Kerk
De katholieke kerk in de gemeente maakt deel uit van het Bisdom Limeira.

### Protestantse Kerk
De meest uiteenlopende evangelische overtuigingen zijn aanwezig in de stad, voornamelijk pinkstergelovigen, waaronder onder meer de Assemblies of God in Brazilië (de grootste evangelische kerk van het land) en de Christelijke Congregatie in Brazilië. Deze denominaties groeien steeds meer in heel Brazilië.